# Glaucium flavum

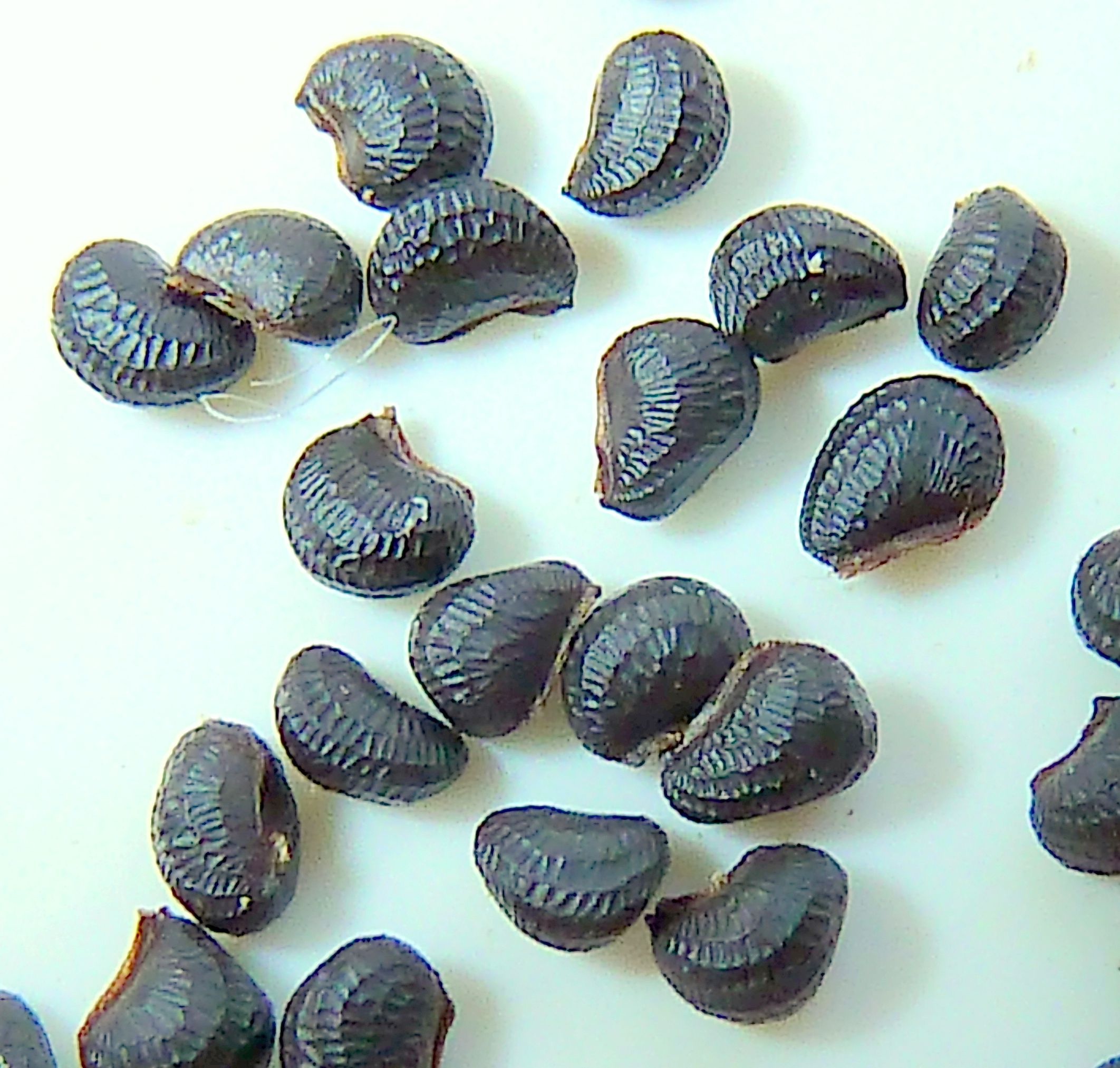
Semillas

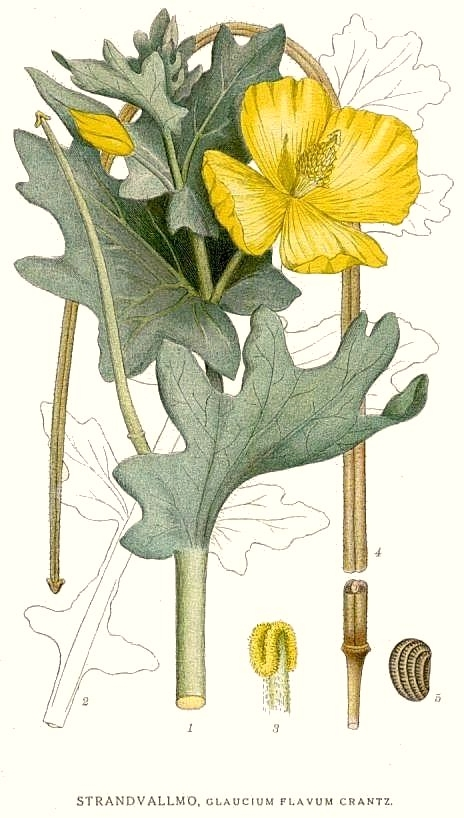
Ilustración

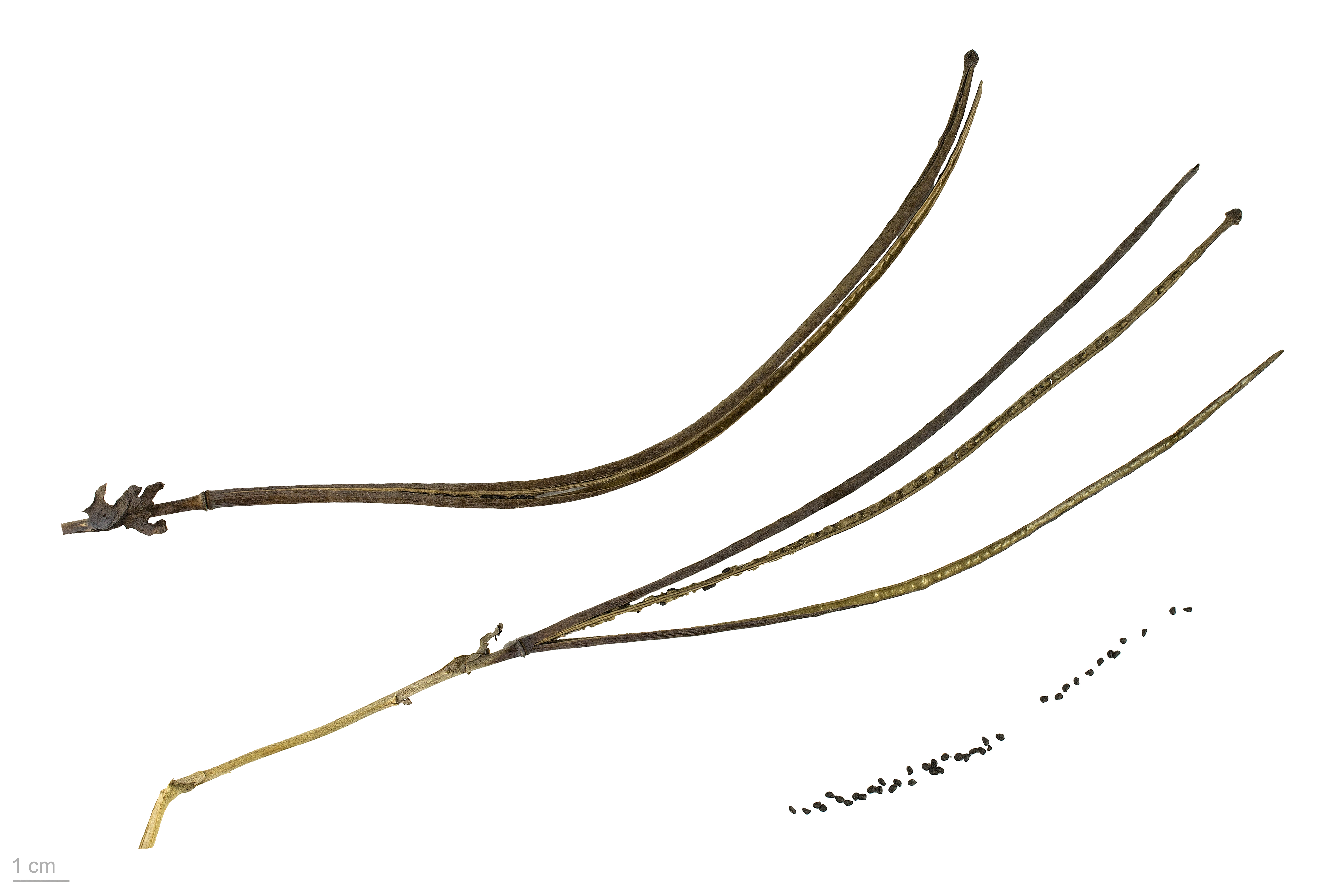
Glaucium flavum

Glaucium flavum (en latín, literalmente: glaucio amarillo) o también glaucio, adormidera marina, amapola loca, amapola marina es una planta de la familia Papaveraceae.

## Descripción
Es una planta de gran belleza con tallos que alcanzan 10-100 cm de altura. Bianual o perenne. Muy peluda. Hojas superiores abrazadoras, dentadas y sésiles y las inferiores pecioladas y pinnatilobuladas. Las flores son grandes de color amarillo oro, a veces con una mancha naranja en la base de los pétalos y de 55-75 mm, con sépalos hirsutos caedizos. El fruto es una cápsula alargada y estrecha de hasta 20 cm, glabras, con numerosas semillas negruzcas, reniformes y reticuladas. Florece desde la primavera, en verano y otoño.

## Distribución y hábitat
Nativa desde Macaronesia hasta el Cáucaso. Naturalizada en cualquier otra parte del mundo. También cultivada en jardines.
Hábitats costeros, en lugares arenosos o pedregosos.

## Propiedades
- Aunque es poco usada se la considera antitusiva.
- Al cortar la planta, ésta exuda un jugo amarillo útil para tratar las verrugas.

Principios activos
La glaucina es el principal alcaloide del componente en Glaucium flavum. Glaucina tiene efectos broncodilatadores y antiinflamatorios, actuando como un PDE4 inhibidor y antagonista del calcio, y se utiliza médicamente como un antitusivo en algunos países. Glaucina puede producir efectos secundarios como sedación, fatiga , y un efecto alucinógeno caracterizado por las imágenes visuales de colores, y se ha detectado recientemente como una droga recreativa. Para una bibliografía detallada sobre Glaucina y Glaucium ver flavum: National Agricultural Library (Glaucium flavum entry)

## Taxonomía
Glaucium flavum   fue descrita por Heinrich J.N. Crantz y publicado en Stirpium Austriarum Fasciculus 2: 133. 1763.
Citología
Número de cromosomas de Glaucium flavum (Fam. Papaveraceae) y táxones infraespecíficos:
2n=12
Etimología
Glaucium: nombre genérico que deriva del griego "glaucous" que significa "glauco, grisáceo".
flavum: epíteto latino que significa "amarilla".
Sinonimia
- Glaucium serpieri Heldr. in Regel [1873]
- Glaucium maritimum Bernh.
- Glaucium luteum Scop. [1771]
- Glaucium glaucum Moench [1794]
- Glaucium fulvum Sm. [1805]
- Glaucium flavum var. vestitum Willk. & Lange [1880]
- Glaucium flavum var. glabratum Willk. & Lange [1880]
- Chelidonium glaucumHill [1767]
- Chelidonium fulvum Poir. in Lam. [1817]
- Chelidonium glaucium L.
- Chelidonium littorale Salisb.
- Glaucium fischeri Bernh.
- Glaucium glaucium (L.) H.Karst.
- Glaucium littorale Salisb.
- Glaucium maculatum Szov.
- Glaucium richardsonii Bernh. ex Fedde
- Glaucium tricolor Godr.
- Papaver cornutum Garsault[11]

## Nombres comunes
- Castellano: adormidera, adormidera amarilla, adormidera cornuda, adormidera de mar, adormidera marina), adormidera maritima, adormidera marítima, adormideras marinas, adormideras marítimas, almacharan, almacharán de mar, amapola amarilla, amapola cornuda, amapola de las playas, amapola loca, amapola macho, amapola marina, amapola maritima, amapola marítima, amapola mestiza, dormidera marina, dormidera maritima, dormidera marítima, dormideras marinas, dormideras que tienen forma de cuernos, glaucio, glaucio amarillo, herba de las morenas, papaver cornudo, rosella marina, rosetas, rosetas amarillas.[12]